# غينغور
غينغور هي قرية في مقاطعة بل دشت، إيران. يقدر عدد سكانها بـ 499 نسمة بحسب إحصاء 2016.